# Polesud
La Patinoire Polesud è lo stadio del ghiaccio di Grenoble.
Lo stadio è stato costruito nel 2001, con una spesa di 13 milioni di euro, da Grenoble-Alpes Métropole, il consorzio dei 26 comuni che gravitano attorno a Grenoble, che ne è il proprietario.
A Polesud giocano le partite casalinghe, fin dall'apertura della struttura, i Brûleurs de Loups, la squadra di hockey su ghiaccio della città che milita nella Ligue Magnus. Può accogliere 4208 spettatori, facendone lo stadio più grande della lega.
Costruito nel 2001 per ospitare i mondiali di gruppo B, ha subito una ristrutturazione durata quattro mesi nel 2009. Oltre alla pista che ospita gli eventi sportivi (soprattutto hockey su ghiaccio, ma anche pattinaggio artistico e short track), ce n'è una più piccola (26×56 m) aperta al pubblico, ed una palestra di 232 m².